# 모리타니의 행정 구역

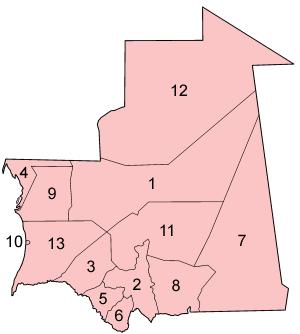
모리타니의 행정 구역

모리타니는 15개 주로 구성되어 있다. 주는 다시 44개의 현으로 나뉜다.

## 행정 구역 목록
괄호 안의 내용은 해당 주의 주도(州都)를 뜻한다.
- 아드라르주 (아타르)
- 아사바주 (키파)
- 브라크나주 (알레그)
- 다클레트누아디부주 (누아디부)
- 고르골주 (카에디)
- 기디마카주 (셀리바비)
- 호드에슈샤르기주 (네마)
- 호드엘가르비주 (아윤엘아트루스)
- 인시리주 (악주즈트)
- 북누악쇼트주 (다르나임)
- 서누악쇼트주 (테브라그제이나)
- 남누악쇼트주 (아라파트)
- 타간트주 (티지크자)
- 티리스젬무르주 (주에라트)
- 트라르자주 (로소)

과거에는 북위 24도 이남 서사하라 지역에 티리스알가르비야주가 있었다. 티리스알가르비야주의 주도는 다클라였다.